# 1851 v loďstvech
Tento článek obsahuje významné události v oblasti loďstev v roce 1851.

## Lodě vstoupivší do služby
- 14. června –  SMS Novara – fregata